# کریتسوو
کریتسوو (به آلمانی: Kritzow) یک شهر در آلمان است که در لودویگسلوست-پارشیم واقع شده‌است. کریتسوو ۵۵۱ نفر جمعیت دارد.